# Cầu Tam Giang
Cầu Tam Giang (còn được gọi là cầu Ca Cút) là một cây cầu bắc qua phá Tam Giang tại quận Thuận Hóa, thành phố Huế, Việt Nam.
Cầu là một phần của tuyến đường Quốc lộ 49B chạy ven biển thành phố Huế, nối liền hai phường Hương Phong và phường Thuận An thuộc quận Thuận Hóa.
Cầu Tam Giang được thiết kế vĩnh cửu bằng bê tông cốt thép dự ứng lực, có chiều dài 607 m, rộng 10 m. Cầu có 13 nhịp, gồm 10 nhịp dầm và 3 nhịp đúc hẫng.
Công trình do Bộ Giao thông vận tải đầu tư xây dựng với tổng kinh phí là 311,56 tỷ đồng, được khởi công vào ngày 19 tháng 5 năm 2008 và thông xe kỹ thuật vào ngày 25 tháng 3 năm 2010.